# Sunnyside (Utah)
Sunnyside è una città degli Stati Uniti d'America, situata nello Stato dello Utah, nella Contea di Carbon.